# Eduard Rauterberg
Eduard Rauterberg (* 26. Februar 1898 in Klein Wanzleben bei Magdeburg; † 16. November 1977 in Berlin) war ein deutscher Agrikulturchemiker.
Rauterberg studierte ab 1919 Naturwissenschaften an der Universität Kiel und erwarb dort 1923 den Dr. phil. mit einer Dissertation aus dem Gebiet der organischen Chemie. Ab 1919 war er Mitglied der Akademischen Verbindung "Krusenrotter Kneipe" (ab 1924 Burschenschaft der Krusenrotter). Nach der Promotion blieb er in Kiel, zunächst als Assistent am Chemischen Institut, ab 1925 am Institut für Pflanzenbau und Pflanzenzüchtung. 1931 habilitierte er sich in Kiel für das Fachgebiet Agrikulturchemie mit einer Arbeit über die Phosphorsäurebedürftigkeit der Ackerböden. Bis zur Einstellung des Landwirtschaftsstudiums an der Universität Kiel im Jahre 1935 lehrte er dort als Privatdozent. 1936 übernahm er die Leitung der Versuchsstation des Deutschen Kalisyndikats in Berlin. Zum 1. Mai 1933 trat er der NSDAP bei (Mitgliedsnummer 2.733.132).
Ab 1946 war Rauterberg an der Technischen Universität Berlin tätig, zunächst als wissenschaftlicher Mitarbeiter und von 1952 bis 1966 als o. Professor und Direktor des Instituts für Pflanzenernährung, Bodenchemie und Bodenbiologie. Im Zentrum seiner Forschungstätigkeit standen Fragen der Phosphatdüngung. Außerdem galt sein besonderes Interesse der Verbesserung agrikulturchemischer Analysenmethoden. Von 1953 bis 1973 war Rauterberg Mitherausgeber der "Zeitschrift für Pflanzenernährung, Düngung, Bodenkunde". Die meisten seiner Forschungsergebnisse hat er in diesem Fachjournal veröffentlicht.